# Língua acuntsu
Língua acuntsú ou akuntsú pertence à família Tupari, do tronco Tupi, e é falada por três indígenas monolíngues do povo homônimo que vive no sudeste de Rondônia, Brasil, assentado na Terra Indígena Rio Omerê.
Marcado por conflitos com extrativistas e vítima de uma tentativa de extermínio nos anos 1980, os acuntsús se vê hoje extremamente reduzido, e com isso a língua é considerada gravemente ameaçada.
Os estudos do acuntsú foram iniciados pelas primeiras frentes de contato da FUNAI nos anos 1990, e hoje a língua é estudada principalmente pela professora doutora Carolina Coelho Aragon, da Universidade Católica de Brasília (UCB).

## Classificação
A língua acuntsú é classificada como parte da família Tuparí, à qual pertencem no total cinco línguas ainda faladas atualmente: o Ayurú, o Makuráp, o Mekéns, o Tuparí e o próprio acuntsú. Todas essas línguas são faladas no estado de Rondônia e são consideradas gravemente ameaçadas.
O cladograma a seguir mostra que o Tuparí pertence ao tronco Tupi, que abrange diversas línguas indígenas da América do Sul:

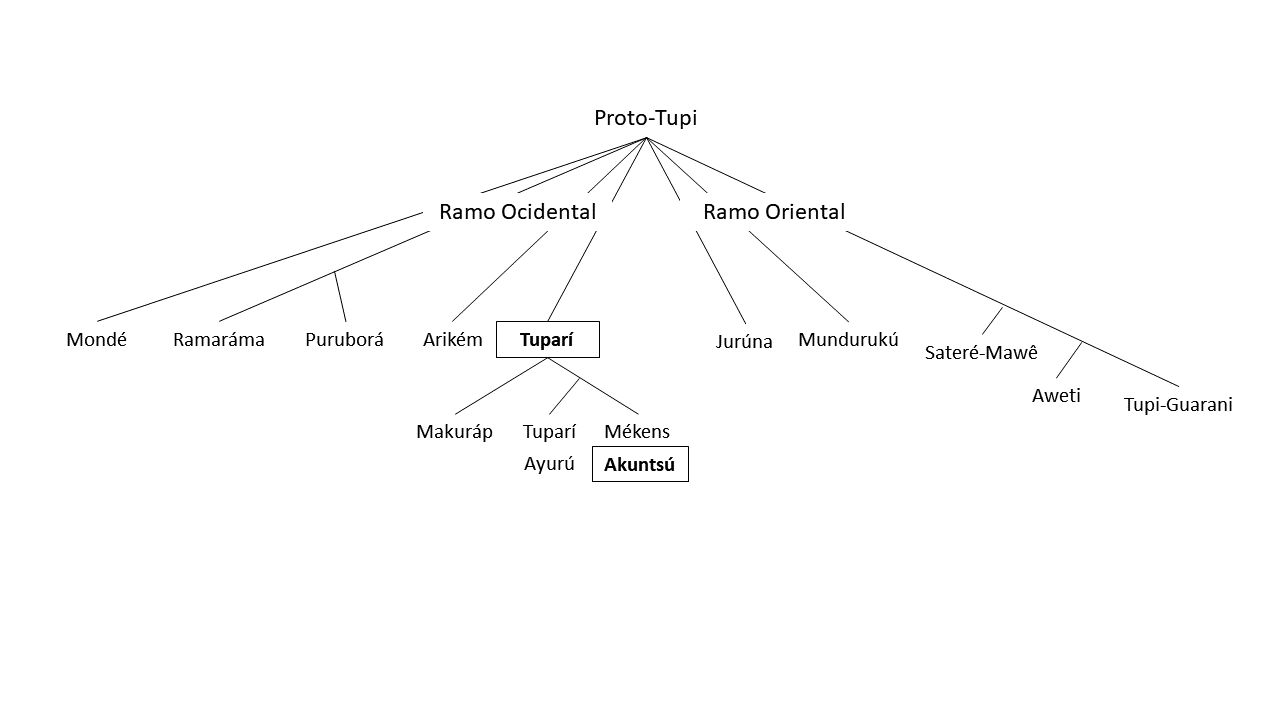
Cladograma do tronco Tupi, com ênfase na classificação do Acuntsú.

No entanto, a acuntsú pode ser considerada uma língua distinta de todas as outras da família Tupari, à exceção do Mekéns. Por isso, e devido à atual limitação dos dados existentes sobre a língua, ainda não é possível afirmar se ela é uma língua distinta ou um dialeto do Mekéns.
O quadro a seguir destaca palavras onde a semelhança entre o Mequéns e o acuntsú se sobressai em vista da análise de toda a família Tupari:
| Português    | acuntsú  | Mequéns  | Ayurú   | Makuráp | Tuparí     |
| Faca         | kɨ'pɛʔ   | kipe sĩt | gɨte    | ---     | putpe sĩĩt |
| Lenha        | o'dat    | otat     | agopkap | ocatpot | kopkaap    |
| Macaco preto | a'nɨ̃ɨmɛ  | ãlĩmẽ    | ---     | alẽbo   | ãrĩmẽ      |
| Machado      | gwiʔ     | kwi      | ---     | βi      | βii        |
| Ovo          | u'mbiita | upitsa   | ɨpia    | copia   | opiʔa      |
| Pena         | 'bɛbo    | pebo     | peo     | ---     | pebʔo      |
| Seio         | kɛ̃m      | kẽm      | ŋẽp     | ŋẽm     | ---        |

## Distribuição geográfica
Os acuntsús vive na Terra Indígena do Rio Omerê, onde estão apenas eles e os Kanoê, outro grupo reduzido de indígenas. Acredita-se que antes da exploração da região os acuntsús viviam nas proximidades do rio Corumbiara.
Com a ocupação da região e a intensificação do extrativismo, formou-se às margens do Corumbiara a cidade de Vilhena (que hoje concentra a coordenação regional da FUNAI responsável pelos acuntsús), a 705 quilômetros da capital Porto Velho.
Nesse processo, a tribo foi cada vez mais encurralada nas proximidades da margem direita do rio Omerê, onde vive atualmente.

## Contexto histórico e cultural

### História
O contato com a tribo acuntsú é relativamente recente, datado de 1995, por meio da Frente de Contato Guaporé, da FUNAI. Nesse período o povo já havia sido dizimado pela atividade extrativista em ascensão na região.
Antes desse contato, a única menção ao povo registrada está no livro “Tupari”, de Franz Caspar, no qual o autor registra uma menção do povo vizinho Kanoê a índios os quais eles jamais visitaram referidos por “Akontsu”.
Ao que tudo indica, o termo akuntsú, na língua Kanoê, quer dizer apenas “outro índio” ou “índios estranhos”, de modo que o nome se refere apenas a uma ausência de contato entre os povos. De fato, o povo acuntsú atende por esse nome por ser assim chamado pelos Kanoê, mas carece de autodenominação.
Na década de 1970, principalmente devido à extração de madeira e da instalação de fazendas, o desmatamento se intensificou entre o alto Rio Omerê e o Corumbiara, onde viviam os acuntsús. Com o incentivo do INCRA, nesse período se distribuíram lotes de exploração na região, intensificando os conflitos entre indígenas e fazendeiros.
Na década de 1980, conforme indicam registros da FUNAI e relatos dos sobreviventes dos acuntsús, uma aldeia com cerca de 30 habitantes foi atacada em uma tentativa de extermínio, dizimando quase todos os acuntsús remanescentes. Somente em 1995, após o contato, ocorreu a demarcação das terras onde hoje vive o povo.

### Cultura
Chama a atenção na cultura dos acuntsús o papel ritualístico do rapé. Assim, como outras tribos da região, o tabaco tem para eles um caráter importante, sendo a cheiração de rapé um ritual de contato com ancestrais.
Outro aspecto cultural, mais relacionado à língua, é o papel da mudança de nomes na marcação de períodos em suas vidas. O cacique e pajé da tribo à época do contato passou a se chamar Konibú por denominação dos índios Mekéns, mas contava que antes seu nome era Kwatin (cobra em acuntsús), pois havia sido picado por uma cobra tempos antes.
Hoje, com o avanço da idade dos falantes e aumento do contato entre eles e outros grupos indígenas e não indígenas, rituais e práticas tradicionais têm deixado de existir, e com isso o léxico encontrado em pesquisas de campo sobre a língua também diminui.

## Fonética e Fonologia
De modo geral, as sílabas do acuntsús podem ser formadas com uma única vogal (V), como em /i’top/ (“olhe”); uma consoante e uma vogal (CV), por exemplo em /taˈɾa/ (“largo”); ou ainda uma vogal e duas consoantes (CCV,  VCC  ou  CVC), vide /ˈhat/ (“cobra”), /ˈkwini/ (“forquilha”) e /oˈajt/ (“rabo”). Dessas, a realização CV é a de maior ocorrência.

### Consoantes
O acuntsú apresenta 29 fones consonantais, classificados a seguir:
| Oclusivas    |        | Bilabiais  | Alveolares | Alveopalatais | Retroflexos | Palatais | Velares | Lábiovelares | Glotais |
| Oclusivas    | surda  | p pp pʼ ḅʼ | t tt tʼ ḍʼ |               |             |          | k kʼ ġʼ | kʷ           | ʔ       |
| Oclusivas    | sonora | b          |            |               |             |          | g       | gʷ           |         |
| Africadas    | surda  |            |            | t͡ʃ            |             |          |         |              |         |
| Africadas    | sonora |            |            | d͡ʒ            |             |          |         |              |         |
| Fricativas   | surda  |            |            |               |             |          |         |              |         |
| Fricativas   | sonora | β          |            |               |             |          |         |              |         |
| Nasais       | sonora | m          | n          |               |             | ɲ ǰ      | ŋ       |              |         |
| Flepes       |        |            | ɾ          |               | ɽ           |          |         |              |         |
| Aproximantes | sonora | w          |            |               |             | j        |         |              |         |

Já quanto a fonologia, se observaram 11 fonemas consonantais, expressos a seguir:
|                       | Labiais | Alveolares | Alveopalatais | Palatais | Velares | Lábiovelares | Glotais |
| Oclusivos e africados | /p/     | /t/        | /tʃ/          |          | /k/     |              | /ʔ/     |
| Nasais                | /m/     | /n/        |               |          | /ŋ/     |              |         |
| Aproximantes          |         | /ɾ/        |               | /j/      |         | /w/          |         |

Esses fonemas seguem o alfabeto fonético internacional (IPA), e alguns não existem no alfabeto latino. Assim, são eles e os sons que codificam:
| [ɾ]  | EX: "r" em "touro"                     |
| [tʃ] | EX: "tch" em "tchau"                   |
| [ʔ]  | EX: pausa entre a interjeição "uh-oh!" |
| [ɲ]  | EX: "nh" em "arranhar"                 |

### Vogais
As vogais observadas estão distribuídas em 3 graus de altura (alto, médio e baixo) e em 3 posições de recuo da língua (anterior, central e posterior). Vogais longas foram identificadas, porém as ocorrências não foram suficientes para uma interpretação.
O aspecto fonológico é marcado pela presença de cinco fonemas orais e quatro nasais, além de quatro fonemas longos orais. Todos estes se distribuem em dois anteriores, dois centrais e um posterior.
| Editar                  | Anterior                      | Quase anterior                | Central                       | Quase posterior               | Posterior                     |
| Fechada                 | \| i • ɨ • u • e • o • a • \| | \| i • ɨ • u • e • o • a • \| | \| i • ɨ • u • e • o • a • \| | \| i • ɨ • u • e • o • a • \| | \| i • ɨ • u • e • o • a • \| |
| Quase fechada           | \| i • ɨ • u • e • o • a • \| | \| i • ɨ • u • e • o • a • \| | \| i • ɨ • u • e • o • a • \| | \| i • ɨ • u • e • o • a • \| | \| i • ɨ • u • e • o • a • \| |
| Semifechada             | \| i • ɨ • u • e • o • a • \| | \| i • ɨ • u • e • o • a • \| | \| i • ɨ • u • e • o • a • \| | \| i • ɨ • u • e • o • a • \| | \| i • ɨ • u • e • o • a • \| |
| Média                   | \| i • ɨ • u • e • o • a • \| | \| i • ɨ • u • e • o • a • \| | \| i • ɨ • u • e • o • a • \| | \| i • ɨ • u • e • o • a • \| | \| i • ɨ • u • e • o • a • \| |
| Semiaberta              | \| i • ɨ • u • e • o • a • \| | \| i • ɨ • u • e • o • a • \| | \| i • ɨ • u • e • o • a • \| | \| i • ɨ • u • e • o • a • \| | \| i • ɨ • u • e • o • a • \| |
| Quase aberta            | \| i • ɨ • u • e • o • a • \| | \| i • ɨ • u • e • o • a • \| | \| i • ɨ • u • e • o • a • \| | \| i • ɨ • u • e • o • a • \| | \| i • ɨ • u • e • o • a • \| |
| Aberta                  | \| i • ɨ • u • e • o • a • \| | \| i • ɨ • u • e • o • a • \| | \| i • ɨ • u • e • o • a • \| | \| i • ɨ • u • e • o • a • \| | \| i • ɨ • u • e • o • a • \| |
| i • ɨ • u • e • o • a • |                               |                               |                               |                               |                               |

Quanto às realizações vocálicas fonéticas, as seguintes ocorrem:
| Editar                                      | Anterior                                          | Quase anterior                                    | Central                                           | Quase posterior                                   | Posterior                                         |
| Fechada                                     | \| i • ɨ • ɯ • u ɪ • ʊ e • ø • o ɛ • ʌ • æ a • \| | \| i • ɨ • ɯ • u ɪ • ʊ e • ø • o ɛ • ʌ • æ a • \| | \| i • ɨ • ɯ • u ɪ • ʊ e • ø • o ɛ • ʌ • æ a • \| | \| i • ɨ • ɯ • u ɪ • ʊ e • ø • o ɛ • ʌ • æ a • \| | \| i • ɨ • ɯ • u ɪ • ʊ e • ø • o ɛ • ʌ • æ a • \| |
| Quase fechada                               | \| i • ɨ • ɯ • u ɪ • ʊ e • ø • o ɛ • ʌ • æ a • \| | \| i • ɨ • ɯ • u ɪ • ʊ e • ø • o ɛ • ʌ • æ a • \| | \| i • ɨ • ɯ • u ɪ • ʊ e • ø • o ɛ • ʌ • æ a • \| | \| i • ɨ • ɯ • u ɪ • ʊ e • ø • o ɛ • ʌ • æ a • \| | \| i • ɨ • ɯ • u ɪ • ʊ e • ø • o ɛ • ʌ • æ a • \| |
| Semifechada                                 | \| i • ɨ • ɯ • u ɪ • ʊ e • ø • o ɛ • ʌ • æ a • \| | \| i • ɨ • ɯ • u ɪ • ʊ e • ø • o ɛ • ʌ • æ a • \| | \| i • ɨ • ɯ • u ɪ • ʊ e • ø • o ɛ • ʌ • æ a • \| | \| i • ɨ • ɯ • u ɪ • ʊ e • ø • o ɛ • ʌ • æ a • \| | \| i • ɨ • ɯ • u ɪ • ʊ e • ø • o ɛ • ʌ • æ a • \| |
| Média                                       | \| i • ɨ • ɯ • u ɪ • ʊ e • ø • o ɛ • ʌ • æ a • \| | \| i • ɨ • ɯ • u ɪ • ʊ e • ø • o ɛ • ʌ • æ a • \| | \| i • ɨ • ɯ • u ɪ • ʊ e • ø • o ɛ • ʌ • æ a • \| | \| i • ɨ • ɯ • u ɪ • ʊ e • ø • o ɛ • ʌ • æ a • \| | \| i • ɨ • ɯ • u ɪ • ʊ e • ø • o ɛ • ʌ • æ a • \| |
| Semiaberta                                  | \| i • ɨ • ɯ • u ɪ • ʊ e • ø • o ɛ • ʌ • æ a • \| | \| i • ɨ • ɯ • u ɪ • ʊ e • ø • o ɛ • ʌ • æ a • \| | \| i • ɨ • ɯ • u ɪ • ʊ e • ø • o ɛ • ʌ • æ a • \| | \| i • ɨ • ɯ • u ɪ • ʊ e • ø • o ɛ • ʌ • æ a • \| | \| i • ɨ • ɯ • u ɪ • ʊ e • ø • o ɛ • ʌ • æ a • \| |
| Quase aberta                                | \| i • ɨ • ɯ • u ɪ • ʊ e • ø • o ɛ • ʌ • æ a • \| | \| i • ɨ • ɯ • u ɪ • ʊ e • ø • o ɛ • ʌ • æ a • \| | \| i • ɨ • ɯ • u ɪ • ʊ e • ø • o ɛ • ʌ • æ a • \| | \| i • ɨ • ɯ • u ɪ • ʊ e • ø • o ɛ • ʌ • æ a • \| | \| i • ɨ • ɯ • u ɪ • ʊ e • ø • o ɛ • ʌ • æ a • \| |
| Aberta                                      | \| i • ɨ • ɯ • u ɪ • ʊ e • ø • o ɛ • ʌ • æ a • \| | \| i • ɨ • ɯ • u ɪ • ʊ e • ø • o ɛ • ʌ • æ a • \| | \| i • ɨ • ɯ • u ɪ • ʊ e • ø • o ɛ • ʌ • æ a • \| | \| i • ɨ • ɯ • u ɪ • ʊ e • ø • o ɛ • ʌ • æ a • \| | \| i • ɨ • ɯ • u ɪ • ʊ e • ø • o ɛ • ʌ • æ a • \| |
| i • ɨ • ɯ • u ɪ • ʊ e • ø • o ɛ • ʌ • æ a • |                                                   |                                                   |                                                   |                                                   |                                                   |

Essas realizações podem também acontecer na forma de vogais longas ([u:], [ɨ:], [a:] e [æ:]), cuja ocorrência ainda não é totalmente compreendida, e na forma nasal ([ɯ̃], [ũ], [ã], [ɨ̃], [õ] e [ĩ]). Assim como as consoantes, as vogais são expressas no alfabeto fonético internacional, e algumas não existem no alfabeto latino. São elas e os sons que codificam:
| [ɨ] | EX: No português europeu, "e" em "se"                                                  |
| [ɯ] | EX: "e" em "pegar"                                                                     |
| [ʊ] | EX: "o" em "pulo"                                                                      |
| [ɪ] | EX: "e" em "cine"                                                                      |
| [ø] | EX: No francês, "eu" em "peu" (pouco)                                                  |
| [ɛ] | EX: "é" em "pé"                                                                        |
| [ʌ] | EX: No inglês, "u" em "up"                                                             |
| [æ] | EX: Mais rara, um exemplo no português ocorre no dialeto de Algarve, no "e" de "pedra" |

Na escrita do acuntsú, as vogais, diferentemente das consoantes, são expressas através dos fones e não dos fonemas (ver seção 5).

### Variações

#### Alofones
A língua acuntsú traz alofones tanto dos seus fonemas vocálicos quanto dos consonantais, a maioria ocorrendo em variação livre. Eles se alternam conforme as regras de ocorrência trazidas nas seções 3.1 e 3.2. Os que compartilham da mesma regra de ocorrência e decorrem do mesmo fonema variam livremente.
Quando cada fonema ocorre um fone com a mesma articulação será observado, a depender da fonotática. Assim, se uma palavra contém, por exemplo, o fonema /p/, que é oclusivo ou africado e labial, são observados os alofones [p], [pp], [pʼ], [ḅʼ], [pb], [b] e [β], que são de articulação bilabial e envolvem fricativas e oclusivas.
O mesmo ocorre entre as vogais: na situação em que o fonema /e/, que é anterior, menos alto e oral, ocorre, os alofones possíveis são [ɛ], [æ], [e], [ẽ], [ɛ̃], todos anteriores e nenhum alto. Eles variam livremente conforme a fonotática (os fones nasais, por exemplo, nesse caso só ocorrem em ambientes nasais, como em /meti/ - [mẽn'ti] ~ [mɛ̃n'ti]).

#### Alongamento consonantal
É possível que os oclusivos /p/ e /t/ se alonguem e opcionalmente até se sonorizem em sua fase final quando em sílaba final acentuada, como por exemplo:
| Palavra | Transcrição fonética | Alongamento consonantal | Alongamento e sonorização | Tradução   |
| /opi/   | [u’pi]               | [u’ppi]                 | [u’pbi]                   | meu pé     |
| /otoka/ | [u’tuga]             | [u’ttuga]               | [u’tdoga]                 | meu umbigo |

#### Laringalização
Quando precedidas de uma oclusiva glotal (ʔ, a pausa entre os sons vocálicos na expressão “uh-oh!”), as vogais são laringalizadas. Um exemplo é a palavra /waʔi/ ([kʔ], “pedra”), onde as vogais adjacentes à pausa glotal sofrem laringalização. Há, no entanto, outras três possibilidades para a ocorrência desse fenômeno: ele ocorre em vogais em sílabas acentuadas, quando há ênfase em certa palavra e, na fala de mulheres, quando o tema tratado envolve trauma, emoção ou dor.
Em termos de variação sexual, a laringalização é uma parte importante do fenômeno encontrado no Akunstú quanto à pronúncia de vogais, no qual o espaço vocálico feminino tende a ser maior.

#### Acentos
Os acentos na língua acuntsú podem aparecer na última sílaba, como em /ewit/ ([ɛ’kʷit’], “mel”), ou na penúltima sílaba, como em /oakoja/ ([ua’kuja], “minha barba”). Aparentemente, a acentuação não possui caráter distintivo.
Ainda assim, é possível abstrair padrões de acentuação quando da adição de clíticos ou de morfemas: quando um clítico é adicionado, a acentuação passa a ocorre na sílaba mais próxima a ele, como mostrado em (1). Já com a adição de um morfema ao fim de uma frase, ele absorve o acento (2).
|  | (1) | kado    | → | okado       |
|  |     | [kado]  | → | [okado]     |
|  |     | "colar" | → | "meu colar" |

|  | (2) | apara    | + | ka      | → | apara ka               |
|  |     | [apara]  | + | ['ka]   | → | [aˌpaɾaˈka]            |
|  |     | "banana" | + | "comer" | → | "ele/ela come bananas" |

#### Enfraquecimento de oclusivas
Entre vogais, na fronteira de morfemas, o fonema /t/ é enfraquecido e converte-se em /ɾ/:
/taptot/       +    /atʃo/   =   /taptoɾatʃo/
mandioca   +    grande  =  mandioca grande

## Escrita
A língua acuntsú, como boa parte das línguas indígenas, não ocorre em uma tradição escrita. As transcrições utilizadas neste artigo se baseiam nos trabalhos sobre a língua acuntsú da professora doutora Carolina Coelho Aragon.
Nessas transcrições, são escritos conforme o alfabeto fonético internacional (IPA) os fonemas consonantais acompanhados da realização fonética vocálica com indicação de nasalização apenas.

## Gramática
Existem no acuntsú quatro classes abertas de palavras (nomes, advérbios, adjetivos e verbos) e cinco classes fechadas (pronomes, posposições, idiofones, interjeições e partículas).

### Nomes
Os nomes se referem a entidades concretas (como por exemplo epapap, “lua”). Eles podem assumir funções sintáticas de argumentos de verbos e posposições, como também podem ser determinantes ou determinados em relações de determinação nominal e constituir núcleos de predicados nominais.

#### Flexão relacional
A flexão relacional se dá por meio de prefixos que flexionam o nome substantivo. O determinante dos nomes é a expressão sintática imediatamente anterior.
Diferentemente do Tuparí e do Makuráp, ambos também da família Tuparí, onde prefixos mutuamente exclusivos marcam a contiguidade e a não-contiguidade dos determinantes, o acuntsú distingue entre substantivos que se combinam com o alomorfe ø- e os que se combinam com o alomorfe t- (os quais marcam a contiguidade do determinante, sendo a não-contiguidade um caso não marcado).
| anam         | cabeça                                     |
| oøanam       | (1ª pessoa+relacional+cabeça) minha cabeça |
| Tʃaroj øanam | cabeça de Txarúi                           |

| ek         | casa                                             |
| itek       | (3ª pessoa+relacional+casa) casa dele/dela/desse |
| Tʃaroj tek | casa de Txarúi                                   |

#### Flexão causal
Dois sufixos determinam a flexão causal no acuntsú: o -po locativo e o -et determinativo.
O sufixo -po ocorre em três alomorfes fonologicamente condicionados:
| -po | após temas terminados em vogal         | Aramira ek pipo keren | Aramira casa interior+locativo entrar | Aramira entrou em casa  |
| -o  | após temas terminados por consoante    | on apara õa te eno    | eu banana dar+tema você+locativo      | Eu dei banana para você |
| -mo | após temas terminados por fonema nasal | onemo iniɳa one       | eu+locativo 3ª pessoa+tecer+tema mim  | eu o teço para mim      |

Já o sufixo -et confere aos substantivos um caráter específico e determinado. Sabe-se que ele existe nas formas -t após vogal e -et após consoante.
| oøpi    | meu pé     | oøpit     | o meu pé     |
| otʃetek | nossa casa | otʃeteket | a nossa casa |

#### Derivação
No acuntsú há sufixos que modificam nomes (-tin, que os atenua, e -atʃo, que intensifica) e um que forma.
| apara | banana | aparatin | banana nanica |
| po    | mão    | poatʃo   | polegar       |

Há também o sufixo -kʷa, que além de formar um verbo o faz trazendo a ideia de continuidade e repetição da ação (ver seção 6.2.2).

#### Composição e reduplicação
Outra maneira de se formar nomes é a composição de temas nominais, como a formação de ororope (“roupa”) a partir de ororo (“algodão”) e pe (“revestimento”).
A reduplicação da última sílaba também é observada em acuntsú, como em diversas outras línguas do tronco Tupi e indica plural, como entre pi (“pé”) e pipi (“pés”).

### Verbos
Os verbos no acuntsú se dividem entre transitivos e intransitivos. De um modo geral, eles se diferenciam pelo fato de que apenas os transitivos apresentam objetos e, em particular no Acuntsú, há certas limitações quanto aos sufixos que cada um comporta.
Ambos, no entanto, adotam o sufixo temático -a (no caso de verbos terminados em /a/, utiliza-se o -ø, e para verbos terminados em /o/, o mesmo é substituído pelo -a - como em "ko", o verbo "comer", que se torna "ka"), que marca o verbo nas mais diversas construções, independentemente de outras flexões.

#### Derivação
Ocorrendo através da adição de prefixos, sufixos e de reduplicação, o papel principal da derivação em verbos é nominalizá-los ou mudar sua transitividade.
Para a nominalização, se destacam o sufixo -pa, que determina circunstância (atʃo - “lavar”, se torna atʃopa - “lavador”), e o afixo -i-, que só ocorre em verbos transitivos e forma um nome correspondente ao objeto resultante do verbo. Um exemplo é a formação de imi (“morto”) a partir de mi (“matar”).
Já a mudança de transitividade envolve uma estrutura causativa. Ela pode ser obtida da adição do prefixo mõ-, como em kara - mõkara (“cair” - ”fazer [objeto] cair”) ou do sufixo -ka como em morã - morãka (“pular” - “fazer [objeto] pular”).

#### Tempo, modo e aspecto
Diferentemente de outras línguas da família Tupari, que possuem um marcador para o passado, a única informação temporal clara é dada pelo marcador projetivo “kom”, de modo que a língua distingue claramente apenas o “futuro” e o “não-futuro”.
O marcador kom ocorre no final das frases e indica que um evento ocorrerá no futuro, em geral um evento certo. Um exemplo seria tekarap ita kom (“a chuva chegará”).
Há outros três indicadores muito importantes de aspectos, sendo eles o sufixo -ɾa, que indica habitualidade, o morfema ekʷa, que indica iteração, e o sufixo -kʷa, que indica repetição/continuidade da ação. São exemplos:
1. apara koara kom. (“Vou comer bananas como sempre”)
2. eneme ekʷa. (“Você correrá muitas vezes”)
3. Konibú imi ekʷa. (“Konibú caçou eles”)
4. oaawkʷa. (“Eu bocejava continuamente”)

Uma particularidade é que ekʷa, após um verbo intransitivo, representa uma iteração da ação (2), enquanto a sua presença após um verbo transitivo indica uma iteração do objeto (3).
A reduplicação também é um processo importante para o aspecto verbal, ocorrendo na última sílaba do radical, e também indicando iteração/repetição (por exemplo, oøanam ãpika - oøanam ãpipika [“Eu puxo minha cabeça” - “Eu puxo e puxo repetidamente minha cabeça”]).
Quanto ao modo, o acuntsú traz o modo indicativo, o qual não possui marcação explícita na língua, sendo portanto o caso não marcado, além dos modos imperativo e interrogativo.
O modo imperativo é evidenciado pelo sufixo -tʃo, como em idaratʃo (“desdobre-o”). Há, no entanto, a possibilidade de que o imperativo apareça sem marcação (iko, “coma”)
Já o modo interrogativo é marcado pela entonação crescente e se divide entre perguntas polares, que requerem respostas afirmativas ou negativas e de conteúdo, nas quais a resposta diz respeito a um ponto específico (ver seção 7.5).

#### Auxiliares
Existem no acuntsú verbos auxiliares, que expressam condições dinâmicas ou estáticas do sujeito e contribuem para o aspecto e a direcionalidade do verbo, além de poderem apresentar informações sobre a ação não incluídas na semântica do verbo principal. Eles aparecem ao fim da frase (à exceção do morfema tʃe, observado também antes do verbo principal (1)) e modificam toda a construção, podendo também ocorrer como verbos principais quando sozinhos. São eles:
| em pé        | ãm  |
| sentado      | jã  |
| deitado      | toa |
| em movimento | ko  |
| vindo        | tʃe |
| indo         | ka  |

Esses marcadores contribuem para o aspecto ao expressar um evento em curso simultâneo ao do verbo principal, como em mapi ata kom iko (“ele está indo pegar a flecha”).
Quanto à direcionalidade, dois auxiliares caracterizam-na: tʃe indica um movimento na direção do centro dêitico da frase (1), enquanto ka indica o movimento oposto (2).
|  | (1) | Pupak  | tʃe          | ikoa                           |
|  |     | Pupak  | auxiliar     | 3ª pessoa+comer+vogal temática |
|  |     | "Pupak | vem comê-lo" |                                |

|  | (2) | en         | iata                           | ka       |
|  |     | 2ª pessoa  | 3ª pessoa+pegar+vogal temática | auxiliar |
|  |     | "Você [vai | e] pega [aquilo]"              |          |

Os auxiliares podem também agregar sentido ao verbo principal, como em eeta etoa (“Você está dormindo [deitado]”).

### Advérbios
Os advérbios formam uma pequena classe aberta do acuntsú. Embora não se distingam morfologicamente da classe dos adjetivos, os advérbios se diferenciam pela sintaxe, já que não podem atuar como argumentos de verbos. A função dos advérbios é agregar à semântica dos verbos, e eles podem ocorrer antes ou depois do verbo que modificam.
O processo de reduplicação é importante nos advérbios, pois indica uma intensificação ou reiteração da característica descrita. A própria reduplicação em si pode exercer função adverbial (ver seção 6.2.2).
Além disso, expressões locativas também apresentam função adverbial (1). Existem também advérbios específicos de tempo (2) e de modo (3).
|  | (1) | beɾibeɾi  | jõ         |  |
|  |     | tapete    | aqui       |  |
|  |     | "O tapete | está aqui" |  |

|  | (2) | kepɨ       | teita                          |  |
|  |     | noite      | 3ª pessoa (correlativa)+chegar |  |
|  |     | "ele chega | à noite"                       |  |

|  | (3) | õjpe   | koa                   | ten   |
|  |     | rapé   | inalar+vogal temática | forte |
|  |     | "(ele) | inala rapé com força" |       |

### Adjetivos
Há poucos adjetivos em acuntsú. Eles se referem a abstrações como sensações, cores, estados etc. (como akop, “quente”). Eles modificam nomes e podem ser determinados em relações de determinação nominal, bem como exercer sintaticamente a função de núcleos de predicados nominais.
Eles ocorrem depois dos termos que determinam, como nestes exemplos:
|  | (1) | potʃek   | niŋ        |  |
|  |     | coisa    | rasgado(a) |  |
|  |     | "caderno | rasgado"   |  |

|  | (2) | takop            | te                |
|  |     | 3ª pessoa+quente | partícula de foco |
|  |     | "está quente"    |                   |

### Pronomes
Os pronomes constituem uma subclasse fechada e se dividem entre demonstrativos e pessoais.
Entre os pronomes pessoais, existem duas séries: a série I codifica tanto o sujeito de predicados nominais quanto o agente de predicados transitivos (ver seção 7.2). Também podem atuar como núcleo de sintagmas adverbiais (quando modificados pelo sufixo locativo) ou como sujeito enfático de verbos intransitivos. São eles:
| 1ª pessoa                                 | on (sujeitos) / one |
| 2ª pessoa                                 | en (sujeitos) / ene |
| 3ª pessoa                                 | te                  |
| 3ª pessoa (plural)                        | kejat               |
| 1ª e 2ª pessoa com ou sem 3ª pessoa (nós) | kitʃe               |
| 1ª e 3ª pessoa                            | otʃe                |
| 2ª e 3ª pessoa                            | jat                 |

Já a série II apresenta prefixos, chamados de pronomes clíticos que marcam o determinante de nomes, objetos de verbos transitivos e sujeitos de verbos intransitivos.
No acuntsú, pronomes pessoais podem se ligar tanto a nomes (ver seção 7.1) como a verbos (ver seção 7.2).
| 1ª pessoa                                   | o-      |
| 2ª pessoa                                   | e-      |
| 3ª pessoa                                   | i- / t- |
| 3ª pessoa (correlaciona com termo anterior) | te-     |
| 1ª e 2ª pessoa com ou sem 3ª pessoa (nós)   | ki-     |
| 1ª e 3ª pessoa                              | otʃe-   |
| 2ª e 3ª pessoa                              | jat-    |

Completam a classe dos pronomes os pronomes demonstrativos:
| Pronome demonstrativo | Tradução/referente                                     |
| eme                   | este/perto do falante                                  |
| jȇ                    | este/perto do falante (sentado)                        |
| jȇrom                 | aquele/longe do falante e perto do ouvinte             |
| (te)ike               | longe do falante e do ouvinte, aproximadamente visível |

### Numerais
Há apenas dois numerais em acuntsú: kite (“um”) e tɨɾɨ (“dois”). Para indicar números maiores se utiliza reduplicação do número dois (tɨɾɨ tɨɾɨ é “quatro”, por exemplo).
O numeral pode aparecer antes ou após o nome que quantifica, porém nos estudos sobre a língua até então a ocorrência antes do nome é mais comum. O numeral kite, em alguns contextos, pode também significar “sozinho” (oɾẽbõ kite - “eu estou sozinho”).

### Posposições
Essa classe engloba termos que constam após nomes e expressam alguma noção semântica específica. Ela equivale aproximadamente às preposições de línguas como o inglês e o português, mas surge após os termos que determina por conta da estrutura sintática do acuntsú.
| etʃe | locativo difuso     | ek etʃe ka             | (casa+locativo+ir) vai na casa                            |
| ete  | relativo/comitativo | ta itek ete/en baj ete | aquilo é [que diz respeito à] casa dele/está com o buriti |
| pi   | Inessivo            | on tek pi tʃopa        | ver o interior da casa                                    |
| na   | translativo         | ikop na                | ele está vermelho                                         |

### Idiofones
Os idiofones são utilizados pelos acuntsús principalmente na comunicação com falantes de português brasileiro, os quais constituem seu principal grupo de interlocutores não falantes de acuntsú (em geral os membros da frente de contato da FUNAI). Por se pautarem na comunicação de ideias para não falantes, ocorrem nos idiofones segmentos fonológicos que não aparecem em outras palavras na língua. São exemplos:
uf (“cansado”/”soprando”)
βuh (“caindo”)
Os idiofones podem exercer a função de verbos, adjetivos, advérbios ou nomes, com a peculiaridade de que não participam de nenhum processo de flexão ou derivação. O mais comum é que idiofones em funções verbais apareçam com os transitivizadores -ka e -kʷa, mas eles também podem ocorrer com o tema verbal -a.
| kʲu | cortar      | po kʲuka        | (mão idiofone+transitivizador) cortei a mão |
| tok | pilão/pilar | oiko tokkʷa ojã | Estou pilando minha comida                  |
| dow | tiro        | oøti dowa       | Minha mãe morreu                            |

Quando exercem a função de adjetivos ou advérbios, os idiofones podem sofrer alongamento das vogais, indicando uma intensificação da qualidade que expressam. Um exemplo é o que ocorre em jũ (“longe”) em construções como oøkojtpet tʃaɾu a jũũũ (“Existiu minha irmã mais velha, Tʃaru lá bem longe”).
Também ocorre reduplicação múltipla, parcial e total em idiofones. Como em outros casos de reduplicação, ela pode indicar intensificação, repetição ou mesmo duração de um processo:
| kʷat           | ferver (som da água em ebulição) |
| tekwatka       | está fervendo                    |
| ɨkɨ kwatkwatka | a água está fervendo muito       |

### Interjeições
As interjeições do acuntsú não participam de construções sintéticas com outras classes, e aparecem geralmente no início dos enunciados. As principais interjeições do acuntsú são:
| ahá | Indica surpresa ou aprovação de alguma atividade ou do resultado de algum trabalho |
| oॽ  | Indica a chegada do falante                                                        |
| iwe | Indica dor; utilizado principalmente na comunicação com não-indígenas              |
| ẽ   | Chama a atenção de alguém                                                          |

### Partículas
As partículas constituem uma classe invariável de palavras que podem indicar evidencialidade, demarcar o foco de uma sentença, agir como conjunção, exercer funções adverbiais e mesmo indicar existência. São principais:
| Partícula | Função                                                              | Exemplo                                               |
| mã        | Indica certeza                                                      | ikɨj mã (“é para levá-lo de fato/com certeza”)        |
| nika      | Indica incerteza                                                    | itet nika (“não tenho certeza sobre o nome dele”)     |
| dap       | Indica que o fato narrado foi relatado por outra pessoa             | oøti pip dap (“‘minha mãe está com medo’, disse ele”) |
| te        | Segue constituintes da frase enfatizados pelo falante               | kojã ka te pero (“ararinha come coró”)                |
| kom       | Indica caráter projetivo (ver seção 5.2.2)                          | apara koa kom (“vou comer bananas”)                   |
| emo       | Funciona como conjunção aditiva                                     | koɾa-koɾa emo tʃame (“o frango também está bem”)      |
| nom       | Indica negação e ocorre posposta a nomes e pronomes que nega        | eøpi atʃi nom a (“não há dor no seu pé”)              |
| tea       | Indica existência (usada para referentes mais distantes do falante) | ɨkɨ tea (“existe um rio”)                             |
| a         | Indica existência (usada para referentes mais próximos do falante)  | akã a (“existe um osso”)                              |

Partículas específicas de construções interrogativas são discutidas na seção 7.5.

## Frase

### Sintagma nominal
Nos sintagmas nominais do acuntsú, os nomes determinados são precedidos de seus respectivos determinantes. Eles podem ser modificados também por numerais (ver seção 6.6), os quais podem preceder ou seguir os nomes que alteram. Não ocorre flexão de gênero de qualquer tipo, nem há no nome qualquer flexão de número. São exemplos de sintagmas nominais:
|  | (1) | oøpi                    |  |
|  |     | 1ª pessoa+relacional+pé |  |
|  |     | “meu pé”                |  |

|  | (2) | kite       | pi |
|  |     | dois       | pé |
|  |     | “dois pés” |    |

As grandes particularidades presentes nesses sintagmas se dão no caso genitivo.

#### Construções genitivas
As construções genitivas do acuntsú baseiam-se na combinação de nomes na qual o determinante precede o determinado, como em øpi, onde pi é “pé” e ø- é um prefixo que determina a flexão relacional.
A partir disso, os nomes podem ser divididos entre uma classe de dependentes ou inalienáveis, geralmente se referindo a partes de um todo ou elementos cuja existência está relacionada a algo a alguém (são exemplos ep [“folha”] e op [“pai”]), e independentes ou alienáveis, usualmente plantas, animais ou elementos da natureza (e.g. waʔi [“pedra”] e ororo [“algodão”]).
Enquanto entre os nomes inalienáveis as construções genitivas são indispensáveis, entre os nomes alienáveis elas só ocorrem através de mediadores, i.e. o nominalizador -i- e o uso de nomes de parentesco.
O primeiro recurso é nominalizar verbos transitivos (ver seção 6.2.1), formando construções como øiko (“minha comida”) a partir do verbo ko (“comer”).
A outra estratégia perpassa um aspecto histórico da língua acuntsú: como os índios tiveram seus parentes mortos (ver seção 2.1), as mulheres do grupo criam seus animais como filhos. Assim, nomes de parentesco mediam construções genitivas que envolvam nomes independentes de animais. É um exemplo wako Tʃaroj ømempit (“o jacu é filho de Txarúi”), onde ocorre uma construção genitiva padrão em ømempit (“filho de mulher”) associada ao nome alienável wako (“jacu”).

### Sintagma verbal
Assim como os sintagmas nominais, os sintagmas verbais são compostos de um verbo determinado por um determinante que o precede. Uma distinção importante ocorre entre os verbos intransitivos, que recebem pronomes clíticos (ver seção 6.5) para indicar seu sujeito, e os verbos transitivos, que se utilizam de pronomes pessoais independentes como sujeitos conforme regras específicas.
Um exemplo de sintagma verbal com verbo intransitivo é oakata, onde o- é um pronome clítico para a 1ª pessoa do singular que funciona como sujeito o verbo akata (“cair”), formando o sintagma “eu caí”.
Para os verbos transitivos, como há a presença de um ou por vezes até dois objetos e apenas um clítico pode acompanhar o verbo, algumas regras determinam qual elemento ocorrerá junto ao verbo e qual estará em outra parte da frase:
|  | (1) | on          | itʃopa                      |
|  |     | 1ª pessoa   | 3ªpessoa+ver+vogal temática |
|  |     | “Eu o vejo” |                             |

Nesse caso, como tanto o sujeito como o objeto são pronomes, o objeto ocorre junto ao verbo, invariavelmente.
|  | (2) | etɨ    | Uɾuɾu           | nia      |  |
|  |     | O      | S               | V        |  |
|  |     | “Ururu | está balançando | a cesta” |  |

|  | (3) | Uɾuɾu  | nia  | etɨ                 |  |
|  |     | S      | V    | O                   |  |
|  |     | “Ururu | está | balançando a cesta” |  |

|  | (4) | poka  | mia  | en      |  |
|  |     | O     | V    | S       |  |
|  |     | “você | mata | jabuti" |  |

Quando tanto o sujeito quanto o objeto são nomes e se referem à terceira pessoa, podem ocorrer tanto a ordem objeto-sujeito-verbo (2) como as ordens sujeito-verbo-objeto (3) e objeto-verbo-sujeito (4), sendo a primeira a mais comum e não havendo regra clara quanto à ocorrência de uma ou de outra.
|  | (5) | kɨpkap    | obaja            |  |
|  |     | urucum    | 1ª pessoa+limpar |  |
|  |     | “Eu limpo | o urucum"        |  |

|  | (6) | komata      | eata                           |  |
|  |     | feijões     | 2ª pessoa+pegar+vogal temática |  |
|  |     | “Voce pegou | feijões"                       |  |

Esses exemplos mostram casos em que o agente está marcado no verbo, e não o objeto. Isso só ocorre quando o objeto é inanimado e expresso por um nome e o agente é um pronome na 1ª (5) ou 2ª pessoa (6). Isso se deve à presença de uma hierarquia de animacidade semelhante ao Mekéns, língua da família Tuparí mais próxima do acuntsú (ver seção 1), na qual a 1ª e a 2ª pessoa são equivalentes e prevalecem em relação à 3ª.

#### Ordem e alinhamento
Ocorrem no acuntsú as ordens SOV, OSV, SVO e OVS, cada uma em circunstâncias determinadas.
Quanto ao alinhamento, o acuntsú é considerado uma língua ergativa-absolutiva. Isso porque o sujeito de verbos intransitivos e o objeto de verbos transitivos ocorrem com o mesmo tratamento (na forma de pronomes clíticos precedendo o verbo - caso absolutivo), enquanto os sujeitos de verbos transitivos ocorrem com outro tratamento (separadamente na frase - caso ergativo).
No entanto, quando a oração transitiva possui um nome de elemento inanimado como objeto o alinhamento ergativo-absolutivo pode ser neutralizado. É o que ocorre em (5) e (6), onde o sujeito de verbos transitivos passa a ocorrer no caso absolutivo e o objeto ocorre no caso ergativo.

### Orações
As orações no acuntsú ocorrem no seguinte padrão:
(nome ou pronome) (partícula de foco [opcional]) (prefixo+verbo+sufixo) (partícula [opcional]) (auxiliar [opcional])
Por vezes o objeto pode aparecer deslocado no fim da frase. Quando isso ocorre, ele é marcado pelo clítico oblíquo pe-. Um exemplo seria:
|  |  | kɨpepo   | ipaɾãka                     | kɨppe          |  |
|  |  | vento    | 3ª pessoa+quebrar+causativo | arvore+clítico |  |
|  |  | "o vento | está quebrando a árvore"    |                |  |

### Negação
Além da partícula “nom” (ver seção 6.10), os sufixos -ɾom, -eɾom e -om podem ser utilizados para indicar negação junto a verbos ou nomes. São exemplos:
|  | (1) | jãjerom        |
|  |     | dente+negação  |
|  |     | “não há dente” |

|  | (2) | apara     | korom         |
|  |     | banana    | comer+negação |
|  |     | “não come | banana"       |

|  | (3) | kitʃetom                       |
|  |     | 1ª pessoa inclusiva+ir+negação |
|  |     | “nós não saímos”               |

O que diferencia o uso desses três morfemas é a fonologia das palavras que eles acompanham: após consoantes, utiliza-se -erom (1), após vogais, -rom (2) e após verbos monossilábicos terminados em t, om (3). No caso particular de construções existenciais (com as partículas tea e a - ver seção 6.10), a única forma negativa possível é com a partícula nom, como em (4):
|  | (4) | eøpi                        | atʃi | nom | a       |
|  |     | 2ª pessoa+relacional+pé     | dor  | não | existir |
|  |     | LIT: “não há dor no seu pé” |      |     |         |

### Interrogação
As construções interrogativas no acuntsú se dividem entre polares e de conteúdo. Aquelas requerem respostas de sim ou não, e são marcadas pela entonação crescente. Já estas ocorrem de modo geral com partículas que iniciam a frase (à exceção de “ne”, que ocorre ao final) e especificam o objetivo da pergunta. São essas partículas:
| aɾop | Significa “quem/o quê/por quê/de quem”                         | aɾop teimi? (“o que ele vai caçar?”)               |
| taɾa | Significa “o quê/quem”. Mais utilizada como “quem” do que aɾop | taɾa ijã? (“o que é isto?”)                        |
| ãka  | Significa “como/quando”                                        | ãka tetʃeta? (“como ele vai embora?”)              |
| ẽɾom | Significa “onde”                                               | ẽɾom itʃoka ne? (“onde ele pode construir [isto]”) |
| ne   | Indica uma construção hipotética                               | enibõ ne? (“Isto é para a rede?”)                  |

## Vocabulário
A tabela a seguir traz uma lista de Swadesh de 100 palavras do acuntsú.
| Português                      | Acuntsú   |
| ------------------------------ | --------- |
| eu                             | on        |
| tu, você                       | en        |
| nós                            | kitʃe     |
| este(a)(s), isto, isso         | eme       |
| aquele(a)(s), aquilo           | jẽɾom     |
| quem                           | taɾa/aɾop |
| (o) quê, (o) que               | aɾop      |
| não                            | nom       |
| tudo                           | ---       |
| muito(a)(s)                    | ---       |
| um, uma                        | kɨte      |
| dois, duas                     | tɨɾɨ      |
| grande(s)                      | atʃo      |
| longo(a)(s)                    | peɾek     |
| pequeno(a)(s)                  | tin       |
| mulher                         | aɾamiɾa   |
| homem (homem adulto)           | naku      |
| pessoa                         | aotʃe     |
| peixe                          | kojtpit   |
| ave                            | piɾe      |
| cachorro, cão                  | ameko     |
| piolho                         | kɨp       |
| árvore                         | kɨp       |
| semente                        | kit       |
| folha                          | tep       |
| raiz                           | kɨbita    |
| casca (das árvores)            | pe        |
| pele                           | pe        |
| carne                          | ---       |
| sangue                         | eʔɨ       |
| osso                           | akã       |
| gordura                        | iʔap      |
| ovo                            | umbitaap  |
| chifre, corno                  | aotʃa     |
| cauda, rabo                    | owaj      |
| pena, pluma                    | pebo      |
| cabelo, pêlo                   | tap       |
| cabeça                         | anam      |
| orelha                         | apitep    |
| olho                           | epapa     |
| nariz                          | ampita    |
| boca                           | jẽ        |
| dente                          | ɲãj       |
| língua                         | ʔõ        |
| garra                          | ---       |
| pé                             | opi       |
| joelho                         | iamina    |
| mão                            | opo       |
| barriga, ventre                | eʔo       |
| pescoço, colo                  | potkɨp    |
| peito, seio                    | kem       |
| coração/entranhas              | anoa      |
| fígado                         | ---       |
| beber                          | apeka     |
| comer                          | ka        |
| morder                         | tʃoka     |
| ver                            | itʃop     |
| ouvir                          | ---       |
| saber                          | ---       |
| dormir                         | eɾa       |
| morrer                         | ---       |
| matar                          | mia       |
| nadar                          | ---       |
| voar                           | ---       |
| caminhar, andar                | ---       |
| vir                            | ita       |
| mentir                         | ---       |
| sentar                         | ijã       |
| estar em/de pé, ficar em/de pé | keɾep na  |
| dar, entregar                  | õã        |
| dizer                          | eɾekʷa    |
| sol                            | kiakop    |
| lua                            | epapap    |
| estrela                        | buɾute    |
| água                           | ɨkɨ       |
| chuva                          | ---       |
| montanha                       | ---       |
| vermelho                       | kop       |
| verde                          | ---       |
| amarelo                        | tʃaɾu     |
| branco                         | ---       |
| preto                          | pɨk       |
| noite                          | matʃo     |
| quente                         | akop      |
| frio                           | kɨpitʃi   |
| cheio                          | ---       |
| novo                           | ---       |
| bom                            | tʃami     |
| aredondado                     | ---       |
| seco                           | ---       |
| nome                           | et        |
| caminho                        | ape       |

### Variações lexicais
Com a intensificação do contato entre os acuntsús e grupos da FUNAI não falantes da língua, além dos idiofones (ver seção 6.8), os falantes de acuntsú incorporaram a seu vocabulário palavras da língua Kanoê e do português, de modo a se fazerem compreendidos pelos não-falantes. São exemplos:
| Empréstimo do português | Tradução | Empréstimo do Kanoê | Tradução          |
| [ma'hadu]               | machado  | [uˈɾɛ]              | porcão (queixada) |
| [ˈdʒuka]                | açúcar   | [tʃeˈɾe]            | ver               |
| [baˈkãw]                | facão    | [kãˈni]             | criança           |
| [piˈtʃi]                | peixe    | [iˈwɛ]              | dor               |
| [mãdʒiˈuka]             | mandioca | [kuˈni]             | água              |
| [aˈhoj]                 | arroz    | [muˈkujẽ]           | dormir            |